# Communauté de communes du Pays de Pont-Château - Saint-Gildas-des-Bois
La communauté de communes du pays de Pont-Château Saint-Gildas-des-Bois est une intercommunalité française, située dans le département de la Loire-Atlantique et la région Pays de la Loire.

## Histoire
La communauté de communes a été créée le 12 décembre 2005 et est issue de la fusion des communautés de communes « Entre Brivet et Brière » et du canton de Saint-Gildas-des-Bois.
La communauté de communes Entre Brivet et Brière - Pays de Pontchâteau, créée en 2000, se composait des communes de Crossac, Pontchâteau, Sainte-Anne-sur-Brivet et Sainte-Reine-de-Bretagne tandis que la communauté de communes du canton de Saint-Gildas-des-Bois, fondée en 1993, comprenait les communes de Drefféac, Guenrouet, Missillac, Saint-Gildas-des-Bois et Sévérac.

## Territoire communautaire

### Géographie
Située au nord-ouest  du département de la Loire-Atlantique, la communauté de communes du pays de Pont-Château - Saint-Gildas-des-Bois regroupe 9 communes et présente une superficie de 326,8 km2.

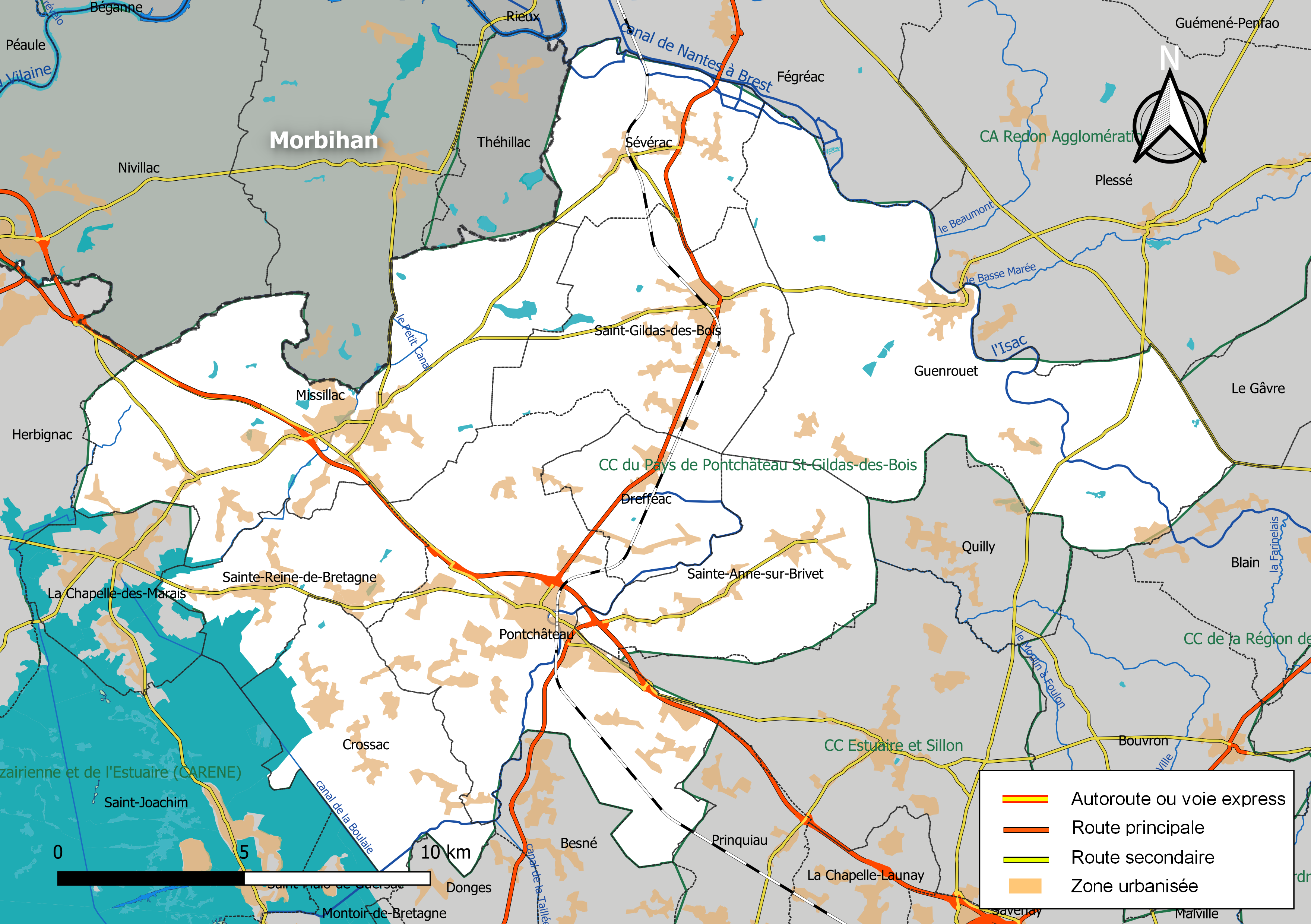
Carte de la communauté de communes du pays de Pont-Château - Saint-Gildas-des-Bois au 1er janvier 2019.

### Composition

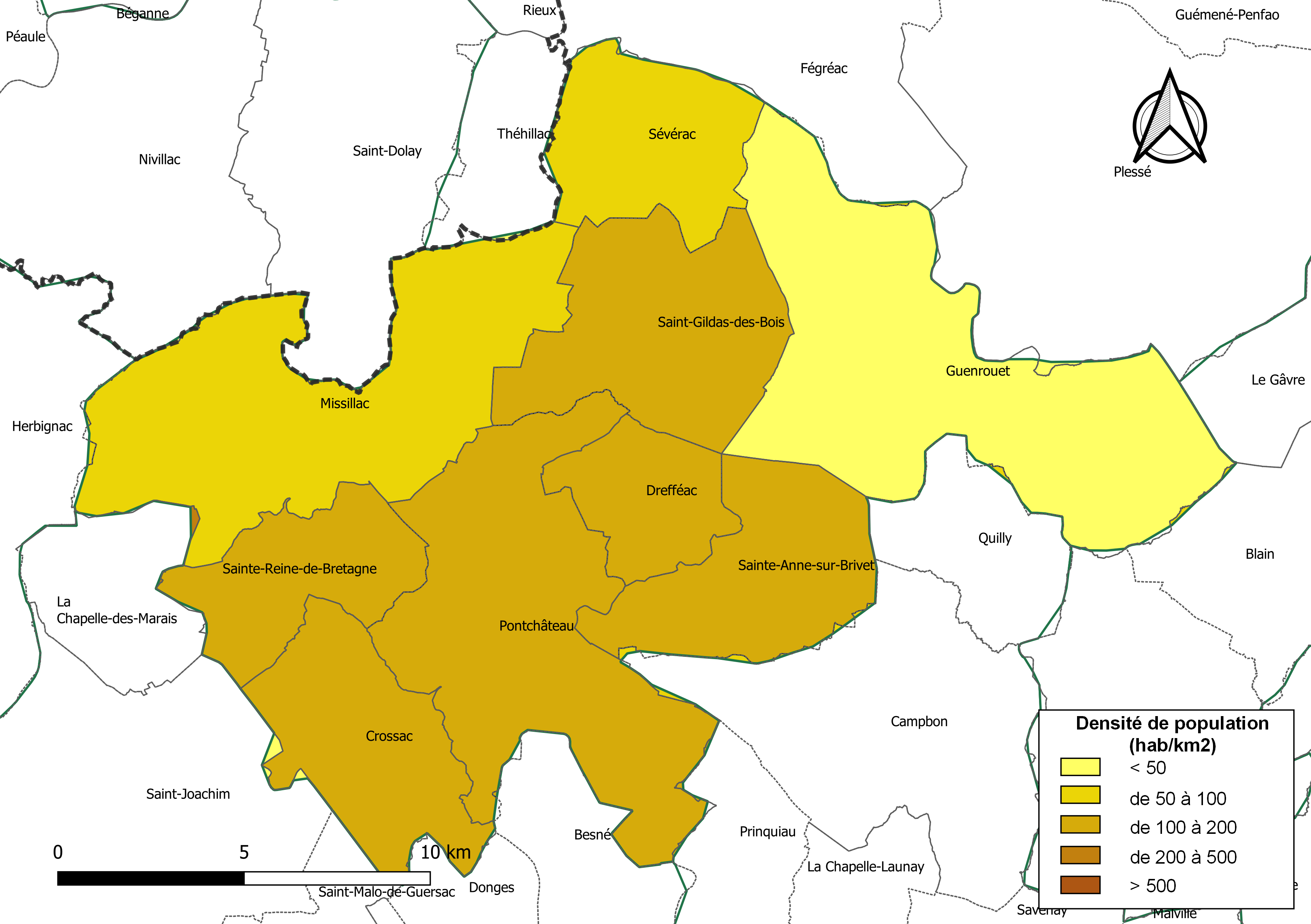
Carte des densités de population (millésimée 2016) des communes de la communauté de communes du pays de Pont-Château - Saint-Gildas-des-Bois. Composition en communes au 1er janvier 2019.

La communauté de communes est composée des 9 communes suivantes :

| Nom                      | Code Insee | Gentilé        | Superficie (km2) | Population (dernière pop. légale) | Densité (hab./km2) |
| ------------------------ | ---------- | -------------- | ---------------- | --------------------------------- | ------------------ |
| Pontchâteau (siège)      | 44129      | Pontchâtelains | 55,79            | 11 249 (2022)                     | 202                |
| Crossac                  | 44050      | Crossacais     | 25,85            | 2 985 (2022)                      | 115                |
| Drefféac                 | 44053      | Drefféens      | 14,16            | 2 288 (2022)                      | 162                |
| Guenrouet                | 44068      | Guérinois      | 69,9             | 3 577 (2022)                      | 51                 |
| Missillac                | 44098      | Missillacais   | 59,55            | 5 619 (2022)                      | 94                 |
| Saint-Gildas-des-Bois    | 44161      | Gildasiens     | 33,42            | 3 790 (2022)                      | 113                |
| Sainte-Anne-sur-Brivet   | 44152      | Brivetains     | 25,99            | 3 014 (2022)                      | 116                |
| Sainte-Reine-de-Bretagne | 44189      | Reinois        | 19,73            | 2 447 (2022)                      | 124                |
| Sévérac                  | 44196      | Sévéracais     | 22,41            | 1 693 (2022)                      | 76                 |

### Démographie
| 1968   | 1975   | 1982   | 1990   | 1999   | 2010   | 2013   | 2015   | 2016   |
| ------ | ------ | ------ | ------ | ------ | ------ | ------ | ------ | ------ |
| 20 591 | 21 486 | 24 644 | 25 736 | 25 304 | 31 849 | 33 734 | 34 808 | 35 127 |

| 2017   | 2018   | 2019   | 2021   | - | - | - | - | - |
| ------ | ------ | ------ | ------ | - | - | - | - | - |
| 35 297 | 35 445 | 35 656 | 36 232 | - | - | - | - | - |

## Administration

### Siège
Le siège de la communauté de communes est à Pontchâteau, 2 rue des Châtaigniers.

### Tendances politiques
| Commune                  | Maire                 | Étiquette | Étiquette |
| ------------------------ | --------------------- | --------- | --------- |
| Crossac                  | Olivier Demarty       |           | DVG       |
| Drefféac                 | Philippe Jouny        |           | DVD       |
| Guenrouet                | Frédéric Millet       |           | DVD       |
| Missillac                | Jean-Louis Mogan      |           | DVD       |
| Pontchâteau              | Danielle Cornet       |           | DVG       |
| Saint-Gildas-des-Bois    | Jean-François Legrand |           | DVC       |
| Sainte-Anne-sur-Brivet   | Jacques Bourdin       |           | DVG       |
| Sainte-Reine-de-Bretagne | Michel Perrais        |           | DVD       |
| Sévérac                  | Didier Pécot          |           | DVG       |

### Conseil communautaire
Les 42 conseillers titulaires sont ainsi répartis selon le droit commun comme suit : 
| Nombre de délégués | Communes                                   |
| ------------------ | ------------------------------------------ |
| 11                 | Pontchâteau                                |
| 6                  | Missillac                                  |
| 5                  | Saint-Gildas-des-Bois                      |
| 4                  | Crossac, Guenrouet, Sainte-Anne-sur-Brivet |
| 3                  | Drefféac, Sainte-Reine-de-Bretagne         |
| 2                  | Sévérac                                    |

### Élus
La communauté de communes est administrée par son conseil communautaire constitué en 2020 de 42 conseillers communautaires, qui sont des conseillers municipaux représentant chacune des communes membres.
À la suite des élections municipales de 2020 dans la Loire-Atlantique, le conseil communautaire du 15 juin 2020 a élu son président, Jean-Louis Mogan, maire de Missillac, ainsi que ses 12 vice-présidents. À cette date, la liste des vice-présidents est la suivante : 
|     | Attributions                                      | Identité              | Qualité                                          |
| --- | ------------------------------------------------- | --------------------- | ------------------------------------------------ |
| 1re | Habitat                                           | Danielle Cornet       | Maire de Pontchâteau, conseillère départementale |
| 2e  | Développement économique, tourisme et agriculture | Jean-François Legrand | Maire de Saint-Gildas-des-Bois                   |
| 3e  | Emploi                                            | Frédéric Millet       | Maire de Guenrouët                               |
| 4e  | GEMAPI et biodiversité                            | Olivier Demarty       | Maire de Crossac                                 |
| 5e  | Aménagement du territoire                         | Jacques Bourdin       | Maire de Sainte-Anne-sur-Brivet                  |
| 6e  | Patrimoine, bâtiments et voiries                  | Michel Perrais        | Maire de Sainte-Reine-de-Bretagne                |
| 7e  | Assainissement                                    | Philippe Jouny        | Maire de Drefféac                                |
| 8e  | Déchets ménagers                                  | Didier Pécot          | Maire de Sévérac                                 |
| 9e  | Mobilités, développement durable et mutualisation | Stéphane Poilvé       | Adjoint au maire de Pontchâteau                  |
| 10e | Finances, communication et sécurité               | Jean-François Vignard | Adjoint au maire de Missillac                    |
| 11e | Petite enfance, jeunesse, piscines et bien-être   | Sylvie Fusellier      | Adjointe au maire de Pontchâteau                 |
| 12e | Culture, bibliothèques et musique                 | Dominique Fraslin     | Adjointe au maire de Saint-Gildas-des-Bois       |

Ensemble, ils forment le bureau communautaire pour la période 2020-2026.

### Liste des présidents
| Période         | Période       | Identité         | Étiquette | Qualité |
| --------------- | ------------- | ---------------- | --------- | --- |
| 10 janvier 2006 | 17 avril 2008 | André Trillard   | UMP       | Maire de Saint-Gildas-des-Bois (1983-2001 et 2008-2020) Sénateur de la Loire-Atlantique (2001-2017) Conseiller général de Saint-Gildas-des-Bois (1994-2014) |
| 17 avril 2008   | 24 avril 2014 | Bernard Clouet   | DVD       | Maire de Pontchâteau (2002-2014) Conseiller général de Pontchâteau (2003-2015)                                                                              |
| 24 avril 2014   | 15 juin 2020  | Véronique Moyon  | DVG       | Maire de Crossac (2008-2020) |
| 15 juin 2020    | En cours      | Jean-Louis Mogan | DVD       | Maire de Missillac (depuis 2014) |

### Compétences
L'intercommunalité exerce les compétences qui lui ont été transférées par les communes membres, dans les conditions définies par le code général des collectivités territoriales. Ces compétences ont évolué à plusieurs reprises.
Compétences obligatoires
- Aménagement de l'espace
- Développement économique et tourisme
- Gens du voyage
- Déchets ménagers
- Gestion des milieux aquatiques et prévention des risques inondations (GEMAPI)

Compétences optionnelles
- Création, aménagement et entretien de voirie d'intérêt communautaire
- Protection et mise en valeur de l’environnement
- Politique du logement et du cadre de vie
- Equipements culturels et sportifs
- Action sociale

### Régime fiscal et budget
La communauté de communes est un établissement public de coopération intercommunale à fiscalité propre.
Afin de financer l'exercice de ses compétences, l'intercommunalité perçoit la fiscalité professionnelle unique (FPU) – qui a succédé à la taxe professionnelle unique (TPU) – et assure une péréquation de ressources entre les communes résidentielles et celles dotées de zones d'activité.

### Effectifs
Afin de mettre en œuvre ses compétences, l'intercommunalité emploie 147 agents.